# 大阪市立美津島中学校
大阪市立美津島中学校（おおさかしりつ みつしま ちゅうがっこう）は、大阪府大阪市淀川区にある公立中学校。
淀川区北西部の三津屋・加島地区を校区とする。校名も、校区の三津屋の「津」と加島の「島」を組み合わせた上で、「美」の文字を冠して命名された。学制改革と同時の1947年に創立した。

## 沿革
1947年の学制改革の際、当時の東淀川区に設置された6中学校の一つ、大阪市立東淀川第四中学校として開校した。開校当初は大阪市立南方小学校（現在の大阪市立西中島小学校）に仮校舎を設置し、南方小学校の卒業生を受け入れた。
翌1948年には大阪府立北野高等学校内に仮校舎を移転し、校区も三津屋・加島の両小学校校区へと変更している。1948年9月に現在地に移転した。

### 年表
- 1947年4月1日 - 大阪市立東淀川第四中学校として設立。
- 1948年4月 - 大阪府立北野高等学校内に仮校舎を移転。
- 1948年9月 - 現在地に校舎竣工。
- 1948年10月11日 - 校舎落成記念式典を実施。この日を創立記念日とする。
- 1949年6月 - 大阪市立美津島中学校に改称。
- 1966年4月 - 文部省より、同和教育研究校の指定を受ける。
- 1969年3月 - 学校基本調査の成績優秀として、文部大臣表彰を受ける。
- 1972年4月 - 養護学級を設置。
- 1972年5月 - 校地を拡張。（第一次）
- 1979年8月 - 校地を拡張。（第二次）
- 1982年11月 - 学校給食を開始。
- 1987年6月 - 校地を拡張。（第三次）
- 1995年4月 - 文部省より、運動部活動の研究校に指定される。
- 1996年4月 - 大阪市教育委員会より、特別活動の研究校に指定される。
- 2008年3月 - 学校給食を廃止。

## 通学区域
- 大阪市立三津屋小学校と大阪市立加島小学校の通学区域。
  - 大阪市淀川区 三津屋北1丁目-3丁目、三津屋中1丁目-3丁目、三津屋南1丁目-3丁目、加島1丁目-4丁目。

※豊中市大島町3丁目11番（豊中市立第七中学校校区）在住の生徒も、協議により区域外通学が可能となっている。

## 交通
- 大阪シティバス加島東バス停下車。
- JR東西線 加島駅 東へ約1.2km。
- 阪急神戸本線 神崎川駅 南西へ約1.3km。

## 卒業生
- 山﨑浩司 - プロ野球選手（埼玉西武ライオンズ所属）：1996年卒業
- 中村友也 - プロバスケットボール選手（bjリーグ・東京アパッチ所属）：1998年卒業
- 中村昌也 - 俳優
- 清原果耶 - 女優（アミューズ所属）:   2017年卒業